# Fluidi connati
I fluidi connati o "acque connate" sono quei liquidi che si trovano contenuti nei pori delle rocce sedimentarie, ove sono rimasti intrappolati assieme ai sedimenti al tempo della loro sedimentazione in ambiente subacqueo, sia marino che lacustre.

## Composizione e natura
Generalmente l'acqua è la principale componente di questi fluidi sempre, o quasi, contenenti in soluzione ioni di sali minerali disciolti in aggiunta o sostituzione agli ioni già presenti originariamente nell'acqua al tempo della deposizione della roccia sedimentaria. Possono anche essere presenti gas disciolti nel liquido, fatto facilitato dalla pressione a cui si trova sottoposto il fluido nel sottosuolo.
Viene utilizzato il termine acqua di formazione o fluidi di formazione  per indicare semplicemente tutti quei fluidi che si rinvengono nei pori entro le rocce e non necessariamente durante la formazione della roccia.

## Geologia dei fluidi connati
Durante il seppellimento delle rocce, seguente alla loro deposizione, queste sono soggette a compattazione con conseguente riduzione di volume dei pori e i fluidi connati sono usualmente in gran parte espulsi. Se l'espulsione di questi fluidi viene impedita o ostacolata da una elevata sedimentazione, la pressione di questi fluidi aumenta, generando sovrappressioni entro questi sedimenti, in quanto la pressione delle rocce sovrastanti viene in parte trasferito sul fluido dei pori ed il fluido contenuto si trova soggetto ad una pressione superiore a quella idrostatica teorica per la profondità a cui si trova.

## Geochimica
La geochimica dei fluidi connati dipende dalla diagenesi a cui la roccia che li contiene è stata soggetta.
I sali disciolti contenuti possono, al variare dell'equilibrio geochimico, precipitare, riducendo quindi la porosità e la permeabilità della roccia che li contiene (detta "host rock" nella letteratura scientifica inglese). Questo può avere una forte rilevanza nel campo applicativo, come la produzione fluidi geotermali, idrocarburi o semplicemente di acqua per utilizzi antropici quali irrigazione, potabilizzazione o utilizzo industriale tramite emungimenti da serbatoi naturali nel sottosuolo.
L'analisi delle sostanze chimiche disciolte nei fluidi connati fornisce indicazioni sull'origine degli acquiferi, e la storia termale della loro host rock. Minuscole bolle di fluido possono essere rinvenute incluse nei minerali precipitati a formare quello che viene detto cemento nell'analisi petrografica. Queste inclusioni fluide forniscono indicazioni dirette sulla natura dei fluidi originari, o quanto meno a condizioni precedenti l'attuale, tra cui la loro composizione, e l'evoluzione delle condizioni di temperatura e pressione della roccia durante la sua diagenesi.
Simili fluidi rinvenibili nel sottosuolo, ma di differente origine e significato geologico, sono le cosiddette acque fossili, espressione usata per descrivere acque di falda freatica, che hanno saturato delle falde acquifere, spesso relativamente profonde in tempi lontani. La ricarica di queste falde può essere ricondotta a periodi con differenti climi, quale il caso di acque fossili in aree oggi desertiche, e risalire perfino all'ultima era glaciale. Per questa loro vetustà sono chiamate fossili, tuttavia la loro origine è diversa e recente rispetto a quella delle rocce che le contengono.